# Совсем другая магия (серия книг)
«Совсем другая магия» (англ. «Upside-Down Magic») — серия фэнтезийных книг, написанная американской писательницей Сарой Млыновски в сотрудничестве с Лорен Миракл и Эмили Дженкинс и изданная Scholastic Серия книг рассказывает о восьми детях, обладающих магией и обитающих в мире людей: Элинор «Нори» Гораций, Эллиот Коэн, Бакс Капур, Андрес Падилло, Пеппер Фан, Мэриголд Рамос, Уилла Ингеборг и Себастьян Бундоггл.
Она была адаптирована в виде телефильма для Disney Channel.

## Романы
1. Совсем другая магия
2. Палки и камни
3. Хвастовство
4. Драконья ночевка[1]
5. Погода или нет[3]
6. Большая усадка[4]
7. Прятки и поиски
8. Ночная Сова (Ещё не выпущен)

## Магические типы (в серии книг)

### Флаеры
Маги данного типа могут оторваться от земли всего на несколько футов, но более опытные летчики могут летать намного выше и перевозить пассажиров.

### Фаззиры
Фаззиры могут общаться с животными. сначала они кормят животных, а затем связываться с ними. Некоторые фаззиры могут понимать язык животных.

### Флаксеры
Флаксеры могут превращаться в животных. Сначала им поручают превращаться в котят, а затем переходить к более сложным видам животных.

### Флэры
См. Пирокинез для психической силы, аналогичной силе Флэров
Флэры могут поджигать предметы, нагревать предметы и создавать пламя своими руками.

### Фликсеры
Фликсеры могут сделать другие вещи невидимыми или стать невидимыми. В фильме из-за бюджетных ограничений у Фликеров появилась другая способность, похожая на телекинез.

### Совсем другая магия (СДМ)
СДМ факультет неудачников с нетрадиционными силами, обычно вариант из пяти вышеупомянутых; например, Бакс Капур — Флаксер, который вместо животных превращается в камни и другие неодушевленные предметы.

### Двойные-таланты
Двойные таланты редки и имеют два типа магии. Например, Митали — Флэр-флаксер, который превращается в животных. Однако животные, в которых она превращается, могут нагревать вещи, сама нагреваться и дышать огнём.

## Экранизация
Disney Channel выкупила права на серию книг в 2015 году. Производство началось в августе 2019 года. В телефильме также участвуют Синтия Кей МакВильямс, Элейн Као, Ясмин Флетчер, Амитаи Марморштейн и Каллум Сиграм Эйрли. Премьера фильма состоялась 31 июля 2020 года на Disney Channel. В фильме единственными учениками СДМ являются Пеппер Палома (Элисон Фернандес), Нори Гораций (Изабела Роуз), Эллиот Коэн (Эли Самухи) и Андрес Падилло (Макс Торина). В фильме также представлена типичная флэр по имени Рейна Карвахал (Сиена Агудонг).